# Liste des anciennes communes de la Mayenne
Cette page a pour objectif de retracer toutes les modifications communales dans le département de la Mayenne : les anciennes communes qui ont existé depuis la Révolution française, ainsi que les créations, les modifications officielles de nom, ainsi que les échanges de territoires entre communes.
En 1800, le territoire du département de la Mayenne, dans ses limites actuelles, comportait 285 communes. Ce nombre est longtemps resté stable, peu de mouvements ayant été constatés jusqu'en 1960. Depuis lors, quelques regroupements ont pu avoir lieu, incités par la loi Marcellin, d'abord, souvent en milieu rural en lien avec le dépeuplement campagnard. Puis plus récemment, à l'occasion de la loi Notre, après 2015, ces regroupements concernant cette fois tout autant le milieu urbain, en formant des entités urbaines plus étendues, à l'image de Château-Gontier-sur-Mayenne ou encore Évron.
Depuis la période révolutionnaire, seules 7 communes auront été créées (et pour 3 d'entre elles, il s'agit de rétablissements).
Aujourd'hui 240 communes forment son territoire (au 1er janvier 2024).

## Transferts vers un autre département
La limite du département, au Nord, avec le département de l'Orne, peu cohérente, coupant des villages en deux, a été rectifiée en deux étapes, en 1824 puis en 1831.
| Département d'origine | Département de rattachement | Communes concernées                                                                         | Date (et nature) de la décision             |
| --------------------- | --------------------------- | ------------------------------------------------------------------------------------------- | ------------------------------------------- |
| ORNE                  | MAYENNE                     | Lesbois, Brétignolles, Le Housseau, Melleray, Rennes-en-Grenouilles et Sainte-Marie-du-Bois | 30 mars 1831 (Loi) 5 août 1832 (Ordonnance) |
| MAYENNE               | ORNE                        | Ceaucé, La Chapelle-Moche et Saint-Fraimbault-sur-Pisse                                     | 30 mars 1831 (Loi) 5 août 1832 (Ordonnance) |
| MAYENNE               | ORNE                        | Étrigé, Geneslay et Tessé-Froulay                                                           | 30 mars 1831 (Loi) 5 août 1832 (Ordonnance) |
| ORNE                  | MAYENNE                     | Madré                                                                                       | 21 juillet 1824 (Loi)                       |
| MAYENNE               | ORNE                        | Saint-Denis-de-Villenette                                                                   | 21 juillet 1824 (Loi)                       |

## Fusions
| Nom de la nouvelle commune  | Communes réunies                                    | Régime                                                  | Date (et nature) de la décision                   | Date d'effet                                      |
| --------------------------- | --------------------------------------------------- | ------------------------------------------------------- | ------------------------------------------------- | ------------------------------------------------- |
| Vimartin-sur-Orthe          | Saint-Pierre-sur-Orthe                              | commune nouvelle (avec communes déléguées)              | 21 décembre 2020 (Arrêté)                         | 1er janvier 2021                                  |
| Vimartin-sur-Orthe          | Saint-Martin-de-Connée                              | commune nouvelle (avec communes déléguées)              | 21 décembre 2020 (Arrêté)                         | 1er janvier 2021                                  |
| Vimartin-sur-Orthe          | Vimarcé                                             | commune nouvelle (avec communes déléguées)              | 21 décembre 2020 (Arrêté)                         | 1er janvier 2021                                  |
| Montsûrs                    | Montsûrs-Saint-Céneré                               | commune nouvelle (avec 5 communes déléguées)            | 12 décembre 2018 (Arrêté)                         | 1er janvier 2019                                  |
| Montsûrs                    | Deux-Évailles                                       | commune nouvelle (avec 5 communes déléguées)            | 12 décembre 2018 (Arrêté)                         | 1er janvier 2019                                  |
| Montsûrs                    | Montourtier                                         | commune nouvelle (avec 5 communes déléguées)            | 12 décembre 2018 (Arrêté)                         | 1er janvier 2019                                  |
| Montsûrs                    | Saint-Ouën-des-Vallons                              | commune nouvelle (avec 5 communes déléguées)            | 12 décembre 2018 (Arrêté)                         | 1er janvier 2019                                  |
| Bierné-les-Villages         | Bierné                                              | commune nouvelle (avec communes déléguées)              | 14 novembre 2018 (Arrêté)                         | 1er janvier 2019                                  |
| Bierné-les-Villages         | Argenton-Notre-Dame                                 | commune nouvelle (avec communes déléguées)              | 14 novembre 2018 (Arrêté)                         | 1er janvier 2019                                  |
| Bierné-les-Villages         | Saint-Laurent-des-Mortiers                          | commune nouvelle (avec communes déléguées)              | 14 novembre 2018 (Arrêté)                         | 1er janvier 2019                                  |
| Bierné-les-Villages         | Saint-Michel-de-Feins                               | commune nouvelle (avec communes déléguées)              | 14 novembre 2018 (Arrêté)                         | 1er janvier 2019                                  |
| Château-Gontier-sur-Mayenne | Château-Gontier                                     | commune nouvelle (avec communes déléguées)              | 14 novembre 2018 (Arrêté)                         | 1er janvier 2019                                  |
| Château-Gontier-sur-Mayenne | Azé                                                 | commune nouvelle (avec communes déléguées)              | 14 novembre 2018 (Arrêté)                         | 1er janvier 2019                                  |
| Château-Gontier-sur-Mayenne | Saint-Fort                                          | commune nouvelle (avec communes déléguées)              | 14 novembre 2018 (Arrêté)                         | 1er janvier 2019                                  |
| Évron                       | Évron                                               | commune nouvelle (avec communes déléguées)              | 14 novembre 2018 (Arrêté)                         | 1er janvier 2019                                  |
| Évron                       | Châtres-la-Forêt                                    | commune nouvelle (avec communes déléguées)              | 14 novembre 2018 (Arrêté)                         | 1er janvier 2019                                  |
| Évron                       | Saint-Christophe-du-Luat                            | commune nouvelle (avec communes déléguées)              | 14 novembre 2018 (Arrêté)                         | 1er janvier 2019                                  |
| Gennes-Longuefuye           | Gennes-sur-Glaize                                   | commune nouvelle (avec communes déléguées)              | 14 novembre 2018 (Arrêté)                         | 1er janvier 2019                                  |
| Gennes-Longuefuye           | Longuefuye                                          | commune nouvelle (avec communes déléguées)              | 14 novembre 2018 (Arrêté)                         | 1er janvier 2019                                  |
| La Roche-Neuville           | Loigné-sur-Mayenne                                  | commune nouvelle (avec communes déléguées)              | 14 novembre 2018 (Arrêté)                         | 1er janvier 2019                                  |
| La Roche-Neuville           | Saint-Sulpice                                       | commune nouvelle (avec communes déléguées)              | 14 novembre 2018 (Arrêté)                         | 1er janvier 2019                                  |
| Prée-d'Anjou                | Laigné                                              | commune nouvelle (avec communes déléguées)              | 2 août 2017 (Arrêté)                              | 1er janvier 2018                                  |
| Prée-d'Anjou                | Ampoigné                                            | commune nouvelle (avec communes déléguées)              | 2 août 2017 (Arrêté)                              | 1er janvier 2018                                  |
| Montsûrs-Saint-Céneré       | Montsûrs                                            | commune nouvelle (avec communes déléguées)              | 29 septembre 2016 (Arrêté)                        | 1er janvier 2017                                  |
| Montsûrs-Saint-Céneré       | Saint-Céneré                                        | commune nouvelle (avec communes déléguées)              | 29 septembre 2016 (Arrêté)                        | 1er janvier 2017                                  |
| Val-du-Maine                | Ballée                                              | commune nouvelle (avec communes déléguées)              | 22 juillet 2016 (Arrêté)                          | 1er janvier 2017                                  |
| Val-du-Maine                | Épineux-le-Seguin                                   | commune nouvelle (avec communes déléguées)              | 22 juillet 2016 (Arrêté)                          | 1er janvier 2017                                  |
| Blandouet-Saint Jean        | Saint-Jean-sur-Erve                                 | commune nouvelle (avec communes déléguées)              | 2 juin 2016 (Arrêté)                              | 1er janvier 2017                                  |
| Blandouet-Saint Jean        | Blandouet                                           | commune nouvelle (avec communes déléguées)              | 2 juin 2016 (Arrêté)                              | 1er janvier 2017                                  |
| Pré-en-Pail-Saint-Samson    | Pré-en-Pail                                         | commune nouvelle (avec communes déléguées)              | 4 décembre 2015 (Arrêté)                          | 1er janvier 2016                                  |
| Pré-en-Pail-Saint-Samson    | Saint-Samson                                        | commune nouvelle (avec communes déléguées)              | 4 décembre 2015 (Arrêté)                          | 1er janvier 2016                                  |
| Loiron-Ruillé               | Loiron                                              | commune nouvelle (avec communes déléguées)              | 18 novembre 2015 (Arrêté)                         | 1er janvier 2016                                  |
| Loiron-Ruillé               | Ruillé-le-Gravelais                                 | commune nouvelle (avec communes déléguées)              | 18 novembre 2015 (Arrêté)                         | 1er janvier 2016                                  |
| Sainte-Suzanne-et-Chammes   | Sainte-Suzanne                                      | commune nouvelle (avec communes déléguées)              | 10 octobre 2015 (Arrêté)                          | 1er janvier 2016                                  |
| Sainte-Suzanne-et-Chammes   | Chammes                                             | commune nouvelle (avec communes déléguées)              | 10 octobre 2015 (Arrêté)                          | 1er janvier 2016                                  |
| Château-Gontier             | Château-Gontier                                     | fusion-association (fusion simple depuis le 1-5-2006)   | 11 août 1989 (Arrêté)                             | 1er janvier 1990                                  |
| Château-Gontier             | Bazouges                                            | fusion-association (fusion simple depuis le 1-5-2006)   | 11 août 1989 (Arrêté)                             | 1er janvier 1990                                  |
| Lassay-les-Châteaux         | Lassay-les-Châteaux                                 | fusion-association (fusion simple depuis le 1-7-2014)   | 11 septembre 1974 (Arrêté)                        | 1er octobre 1974                                  |
| Lassay-les-Châteaux         | Niort-la-Fontaine                                   | fusion-association (fusion simple depuis le 1-7-2014)   | 11 septembre 1974 (Arrêté)                        | 1er octobre 1974                                  |
| Torcé-Viviers-en-Charnie    | Torcé-en-Charnie                                    | fusion simple                                           | 7 décembre 1973 (Arrêté)                          | 1er janvier 1974                                  |
| Torcé-Viviers-en-Charnie    | Viviers                                             | fusion simple                                           | 7 décembre 1973 (Arrêté)                          | 1er janvier 1974                                  |
| Lassay-les-Châteaux         | Lassay                                              | fusion-association (fusion simple depuis le 1-7-2014)   | 14 décembre 1972 (Arrêté)                         | 1er janvier 1973                                  |
| Lassay-les-Châteaux         | La Baroche-Gondouin                                 | fusion-association (fusion simple depuis le 1-7-2014)   | 14 décembre 1972 (Arrêté)                         | 1er janvier 1973                                  |
| Lassay-les-Châteaux         | Melleray-la-Vallée                                  | fusion-association (fusion simple depuis le 1-7-2014)   | 14 décembre 1972 (Arrêté)                         | 1er janvier 1973                                  |
| Javron-les-Chapelles        | Javron                                              | fusion-association (fusion simple depuis le 6-7-2020)   | 14 décembre 1972 (Arrêté)                         | 1er janvier 1973                                  |
| Javron-les-Chapelles        | Les Chapelles                                       | fusion-association (fusion simple depuis le 6-7-2020)   | 14 décembre 1972 (Arrêté)                         | 1er janvier 1973                                  |
| Quelaines-Saint-Gault       | Quelaines                                           | fusion-association (fusion simple depuis le 1-12-1988)  | 29 novembre 1972 (Arrêté)                         | 1er janvier 1973                                  |
| Quelaines-Saint-Gault       | Saint-Gault                                         | fusion-association (fusion simple depuis le 1-12-1988)  | 29 novembre 1972 (Arrêté)                         | 1er janvier 1973                                  |
| Couesmes-Vaucé              | Couesmes-en-Froulay                                 | fusion-association (fusion simple depuis le 1-1-2014)   | 10 octobre 1972 (Arrêté)                          | 1er janvier 1973                                  |
| Couesmes-Vaucé              | Vaucé                                               | fusion-association (fusion simple depuis le 1-1-2014)   | 10 octobre 1972 (Arrêté)                          | 1er janvier 1973                                  |
| Le Housseau-Brétignolles    | Le Housseau                                         | fusion-association                                      | 10 juillet 1972 (Arrêté)                          | 1er septembre 1972                                |
| Le Housseau-Brétignolles    | Brétignolles-le-Moulin                              | fusion-association                                      | 10 juillet 1972 (Arrêté)                          | 1er septembre 1972                                |
| Soulgé-sur-Ouette           | Soulgé-le-Bruant                                    | fusion-association (fusion simple depuis le 1-7-1980)   | 10 juillet 1972 (Arrêté)                          | 1er janvier 1973                                  |
| Soulgé-sur-Ouette           | Nuillé-sur-Ouette                                   | fusion-association (fusion simple depuis le 1-7-1980)   | 10 juillet 1972 (Arrêté)                          | 1er janvier 1973                                  |
| Pontmain                    | Pontmain                                            | fusion-association (dissoute en 1983)                   | 22 juin 1972 (Arrêté)                             | 1er juillet 1972                                  |
| Pontmain                    | Saint-Ellier-du-Maine (commune rétablie en 1983)    | fusion-association (dissoute en 1983)                   | 22 juin 1972 (Arrêté)                             | 1er juillet 1972                                  |
| Pontmain                    | Saint-Mars-sur-la-Futaie (commune rétablie en 1983) | fusion-association (dissoute en 1983)                   | 22 juin 1972 (Arrêté)                             | 1er juillet 1972                                  |
| Ambrières-les-Vallées       | Ambrières-le-Grand                                  | fusion-association (fusion simple depuis le 15-10-2014) | 1er février 1972 (Arrêté)                         | 1er janvier 1972                                  |
| Ambrières-les-Vallées       | Cigné                                               | fusion-association (fusion simple depuis le 15-10-2014) | 1er février 1972 (Arrêté)                         | 1er janvier 1972                                  |
| Ambrières-les-Vallées       | La Haie-Traversaine (commune rétablie en 1987)      | fusion-association (fusion simple depuis le 15-10-2014) | 1er février 1972 (Arrêté)                         | 1er janvier 1972                                  |
| Le Genest-Saint-Isle        | Le Genest                                           | fusion-association (fusion simple depuis le 1-1-2000)   | 1er février 1972 (Arrêté)                         | 1er janvier 1972                                  |
| Le Genest-Saint-Isle        | Saint-Isle                                          | fusion-association (fusion simple depuis le 1-1-2000)   | 1er février 1972 (Arrêté)                         | 1er janvier 1972                                  |
| Montreuil-Poulay            | Montreuil                                           | fusion-association (fusion simple depuis le 1-7-2007)   | 14 janvier 1972 (Arrêté)                          | 1er janvier 1972                                  |
| Montreuil-Poulay            | Poulay                                              | fusion-association (fusion simple depuis le 1-7-2007)   | 14 janvier 1972 (Arrêté)                          | 1er janvier 1972                                  |
| Lignières-Orgères           | Lignières-la-Doucelle                               | fusion-association (fusion simple depuis le 1-8-1987)   | 29 décembre 1971 (Arrêté)                         | 1er janvier 1972                                  |
| Lignières-Orgères           | Orgères-la-Roche                                    | fusion-association (fusion simple depuis le 1-8-1987)   | 29 décembre 1971 (Arrêté)                         | 1er janvier 1972                                  |
| Lassay                      | Lassay                                              | fusion                                                  | 15 octobre 1965 (Décret)                          | 1er janvier 1966                                  |
| Lassay                      | Courberie                                           | fusion                                                  | 15 octobre 1965 (Décret)                          | 1er janvier 1966                                  |
| Laval                       | Laval                                               | fusion                                                  | 2 mai 1863 (Loi)                                  | 2 mai 1863 (Loi)                                  |
| Laval                       | Avesnières                                          | fusion                                                  | 2 mai 1863 (Loi)                                  | 2 mai 1863 (Loi)                                  |
| Laval                       | Grenoux (une partie)                                | fusion                                                  | 2 mai 1863 (Loi)                                  | 2 mai 1863 (Loi)                                  |
| Changé                      | Changé                                              | fusion                                                  | 2 mai 1863 (Loi)                                  | 2 mai 1863 (Loi)                                  |
| Changé                      | Grenoux (une partie)                                | fusion                                                  | 2 mai 1863 (Loi)                                  | 2 mai 1863 (Loi)                                  |
| Fromentières                | Fromentières                                        | fusion                                                  | 25 juin 1843 (Ordonnance)                         | 25 juin 1843 (Ordonnance)                         |
| Fromentières                | Saint-Germain-de-l'Hommel                           | fusion                                                  | 25 juin 1843 (Ordonnance)                         | 25 juin 1843 (Ordonnance)                         |
| Brétignolles                | Brétignolles (département de la Mayenne)            | fusion                                                  | 30 mars 1831 (Loi) 5 août 1832 (Ordonnance)       | 30 mars 1831 (Loi) 5 août 1832 (Ordonnance)       |
| Brétignolles                | Brétignolles (département de l'Orne)                | fusion                                                  | 30 mars 1831 (Loi) 5 août 1832 (Ordonnance)       | 30 mars 1831 (Loi) 5 août 1832 (Ordonnance)       |
| Le Housseau                 | Le Housseau (département de la Mayenne)             | fusion                                                  | 30 mars 1831 (Loi) 5 août 1832 (Ordonnance)       | 30 mars 1831 (Loi) 5 août 1832 (Ordonnance)       |
| Le Housseau                 | Le Housseau (département de l'Orne)                 | fusion                                                  | 30 mars 1831 (Loi) 5 août 1832 (Ordonnance)       | 30 mars 1831 (Loi) 5 août 1832 (Ordonnance)       |
| Lesbois                     | Lesbois (département de la Mayenne)                 | fusion                                                  | 30 mars 1831 (Loi) 5 août 1832 (Ordonnance)       | 30 mars 1831 (Loi) 5 août 1832 (Ordonnance)       |
| Lesbois                     | Lesbois (département de l'Orne)                     | fusion                                                  | 30 mars 1831 (Loi) 5 août 1832 (Ordonnance)       | 30 mars 1831 (Loi) 5 août 1832 (Ordonnance)       |
| Melleray                    | Melleray (département de la Mayenne)                | fusion                                                  | 30 mars 1831 (Loi) 5 août 1832 (Ordonnance)       | 30 mars 1831 (Loi) 5 août 1832 (Ordonnance)       |
| Melleray                    | Melleray (département de l'Orne)                    | fusion                                                  | 30 mars 1831 (Loi) 5 août 1832 (Ordonnance)       | 30 mars 1831 (Loi) 5 août 1832 (Ordonnance)       |
| Rennes-en-Grenouilles       | Rennes-en-Grenouilles (département de la Mayenne)   | fusion                                                  | 30 mars 1831 (Loi) 5 août 1832 (Ordonnance)       | 30 mars 1831 (Loi) 5 août 1832 (Ordonnance)       |
| Rennes-en-Grenouilles       | Rennes-en-Grenouilles (département de l'Orne)       | fusion                                                  | 30 mars 1831 (Loi) 5 août 1832 (Ordonnance)       | 30 mars 1831 (Loi) 5 août 1832 (Ordonnance)       |
| Sainte-Marie-du-Bois        | Sainte-Marie-du-Bois (département de la Mayenne)    | fusion                                                  | 30 mars 1831 (Loi) 5 août 1832 (Ordonnance)       | 30 mars 1831 (Loi) 5 août 1832 (Ordonnance)       |
| Sainte-Marie-du-Bois        | Sainte-Marie-du-Bois (département de l'Orne)        | fusion                                                  | 30 mars 1831 (Loi) 5 août 1832 (Ordonnance)       | 30 mars 1831 (Loi) 5 août 1832 (Ordonnance)       |
| Madré                       | Madré (département de la Mayenne)                   | fusion                                                  | 21 juillet 1824 (Loi)                             | 21 juillet 1824 (Loi)                             |
| Madré                       | Madré (département de l'Orne)                       | fusion                                                  | 21 juillet 1824 (Loi)                             | 21 juillet 1824 (Loi)                             |
| Saint-Fort                  | Saint-Fort                                          | fusion                                                  | 15 janvier 1813 (Décret)                          | 15 janvier 1813 (Décret)                          |
| Saint-Fort                  | Saint-Remy                                          | fusion                                                  | 15 janvier 1813 (Décret)                          | 15 janvier 1813 (Décret)                          |
| Saint-Denis-d'Anjou         | Saint-Denis-d'Anjou                                 | fusion                                                  | 7 octobre 1812 (Décret), 15 janvier 1813 (Décret) | 7 octobre 1812 (Décret), 15 janvier 1813 (Décret) |
| Saint-Denis-d'Anjou         | Saint-Martin-de-Villenglose                         | fusion                                                  | 7 octobre 1812 (Décret), 15 janvier 1813 (Décret) | 7 octobre 1812 (Décret), 15 janvier 1813 (Décret) |
| Saint-Denis-d'Anjou         | Varennes-Bourreau                                   | fusion                                                  | 7 octobre 1812 (Décret), 15 janvier 1813 (Décret) | 7 octobre 1812 (Décret), 15 janvier 1813 (Décret) |
| Craon                       | Craon                                               | fusion                                                  | 16 septembre 1811 (Décret)                        | 16 septembre 1811 (Décret)                        |
| Craon                       | Saint-Clément                                       | fusion                                                  | 16 septembre 1811 (Décret)                        | 16 septembre 1811 (Décret)                        |
| Ampoigné                    | Ampoigné                                            | fusion                                                  | 1795-1800                                         | 1795-1800                                         |
| Ampoigné                    | Chéripeau                                           | fusion                                                  | 1795-1800                                         | 1795-1800                                         |
| Gennes                      | Gennes                                              | fusion                                                  | 1790-1794                                         | 1790-1794                                         |
| Gennes                      | Saint-Aignan-de-Gennes                              | fusion                                                  | 1790-1794                                         | 1790-1794                                         |
| Ruillé-Froid-Fonds          | Ruillé                                              | fusion                                                  | 1790-1794                                         | 1790-1794                                         |
| Ruillé-Froid-Fonds          | Froid-Fonds                                         | fusion                                                  | 1790-1794                                         | 1790-1794                                         |
| Saint-Gault                 | Saint-Gault                                         | fusion                                                  | 1790-1794                                         | 1790-1794                                         |
| Saint-Gault                 | Les Cherres                                         | fusion                                                  | 1790-1794                                         | 1790-1794                                         |

## Créations et rétablissements
| Nom de la commune créée  | Commune affectée      | Mode de création | Date (et nature) de la décision                    | Date d'effet              |
| ------------------------ | --------------------- | ---------------- | -------------------------------------------------- | ------------------------- |
| La Haie-Traversaine      | Ambrières-les-Vallées | Rétablissement   | 7 novembre 1986 (Arrêté) 17 décembre 1986 (Arrêté) | 1er janvier 1987          |
| Saint-Ellier-du-Maine    | Pontmain              | Rétablissement   | 21 décembre 1982 (Arrêté)                          | 1er janvier 1983          |
| Saint-Mars-sur-la-Futaie | Pontmain              | Rétablissement   | 21 décembre 1982 (Arrêté)                          | 1er janvier 1983          |
| Pontmain                 | Saint-Ellier          | Démembrement     | 2 septembre 1876 (Décret)                          | 2 septembre 1876 (Décret) |
| Port-Brillet             | La Brûlatte           | Démembrement     | 4 août 1874 (Loi)                                  | 4 août 1874 (Loi)         |
| Port-Brillet             | Olivet                | Démembrement     | 4 août 1874 (Loi)                                  | 4 août 1874 (Loi)         |
| Origné                   | Nuillé-sur-Vicoin     | Démembrement     | 31 mai 1865 (Loi)                                  | 31 mai 1865 (Loi)         |
| Origné                   | Quelaines             | Démembrement     | 31 mai 1865 (Loi)                                  | 31 mai 1865 (Loi)         |
| Origné                   | Houssay               | Démembrement     | 31 mai 1865 (Loi)                                  | 31 mai 1865 (Loi)         |
| La Haie-Traversaine      | Oisseau               | Démembrement     | 9 mars 1864 (Loi)                                  | 9 mars 1864 (Loi)         |

## Modifications des limites communales
Le plus souvent, les modifications des limites communales décidées par arrêtés préfectoraux ne sont pas répertoriées dans le Journal officiel ni dans le Bulletin officiel.
| La commune de ...                             | ... cède du territoire à la commune de ...        | précisions                                                                       | Date (et nature) de la décision                |
| --------------------------------------------- | ------------------------------------------------- | -------------------------------------------------------------------------------- | ---------------------------------------------- |
| Bazougers                                     | Soulgé-sur-Ouette                                 | Superficie de 69 a 88 ca                                                         | 4 août 1989 (Décret)                           |
| La Rouaudière                                 | Saint-Aignan-sur-Roë                              | 4 habitants                                                                      | 26 mai 1989 (Arrêté) 5 septembre 1989 (Arrêté) |
| Parigné-sur-Braye                             | Mayenne                                           | 16 habitants                                                                     | 16 décembre 1983 (Arrêté)                      |
| Aron Mayenne                                  | Mayenne Aron                                      |                                                                                  | 25 mars 1969 (Arrêté)                          |
| Saint-Cénéré                                  | La Chapelle-Rainsouin                             | 10 habitants                                                                     | 28 décembre 1961 (Arrêté)                      |
| Aron Mayenne                                  | Mayenne Aron                                      |                                                                                  | 17 mai 1961 (Arrêté)                           |
| Château-Gontier Azé                           | Azé Château-Gontier                               |                                                                                  | 29 décembre 1960 (Arrêté)                      |
| Thorigné-en-Charnie                           | Saint-Pierre-sur-Erve                             | 8 habitants                                                                      | 31 octobre 1960 (Arrêté)                       |
| Entrammes                                     | Laval                                             | Superficie de 82 a 25 ca                                                         | 26 janvier 1960 (Arrêté)                       |
| Saint-Christophe-du-Luat                      | Montsûrs                                          | Villages de la Ruchonnière, l'Antinière, Chauffour et Maison-Neuve               | 17 septembre 1953 (Décret)                     |
| Saint-Baudelle                                | Mayenne                                           |                                                                                  | 21 août 1904 (Décret)                          |
| Launay-Villiers                               | Saint-Pierre-la-Cour                              |                                                                                  | 4 septembre 1898 (Décret)                      |
| Poulay                                        | Montreuil                                         | Village de Montreuil                                                             | 18 février 1874 (Décret)                       |
| Montreuil                                     | Poulay                                            |                                                                                  | 18 février 1874 (Décret)                       |
| Gesvres                                       | Saint-Léonard-des-Bois (département de la Sarthe) | Limite fixée sur l'ancien cours naturel du ruisseau de Ronde-Noé                 | 19 juillet 1872 (Décret)                       |
| Changé                                        | Laval                                             |                                                                                  | 2 mai 1863 (Loi)                               |
| Azé Bazouges Saint-Fort                       | Château-Gontier                                   |                                                                                  | 2 juillet 1862 (Loi)                           |
| Saint-Denis-d'Anjou                           | Pincé (département de la Sarthe)                  | Limite fixée par le cours de la Sarthe                                           | 13 avril 1844 (Loi)                            |
| Chemiré (département de la Sarthe)            | Viviers                                           | Enclave de la ferme de Saint-Nicolas                                             | 4 juin 1842 (Loi)                              |
| Voutré                                        | Torcé                                             | Enclave                                                                          | 22 mai 1840 (Loi)                              |
| Saint-Jean-sur-Erve Thorigné                  | Thorigné Saint-Jean-sur-Erve                      |                                                                                  | 22 mai 1840 (Loi)                              |
| Charchigné Chevaigné                          | Chevaigné Charchigné                              |                                                                                  | 7 août 1839 (Loi)                              |
| Bannes                                        | Saint-Denis-d'Orques (département de la Sarthe)   | Enclave du Moulin de Montsimer                                                   | 9 juillet 1836 (Loi)                           |
| Geneslay (département de l'Orne)              | Rennes-en-Grenouilles                             | Rive gauche de la Mayenne                                                        | 30 mars 1831 (Loi) 5 août 1832 (Ordonnance)    |
| Loré (département de l'Orne)                  | Melleray                                          | Rive gauche de la Mayenne                                                        | 30 mars 1831 (Loi) 5 août 1832 (Ordonnance)    |
| Hallaine (département de l'Orne)              | Tubœuf                                            | Rive gauche de la Mayenne                                                        | 30 mars 1831 (Loi) 5 août 1832 (Ordonnance)    |
| Saint-Patrice (département de l'Orne) Lapallu | Lapallu Saint-Patrice (département de l'Orne)     | Forêt de la Motte Fouquet. Limite fixée par le chemin de Villiers à Saint-Ursins | 8 février 1805 (Décret) (17 ventôse an 13)     |

## Modifications de nom officiel
| Ancien nom               | Nouveau nom               | Date (et nature) de la décision |
| ------------------------ | ------------------------- | ------------------------------- |
| Livré                    | Livré-la-Touche           | 3 octobre 2008 (Décret)         |
| Martigné                 | Martigné-sur-Mayenne      | 13 novembre 1984 (Décret)       |
| Boulay                   | Boulay-les-Ifs            | 5 janvier 1965 (Décret)         |
| Thorigné                 | Thorigné-en-Charnie       | 8 avril 1953 (Décret)           |
| Saint-Aignan             | Saint-Aignan-de-Couptrain | 27 mars 1953 (Décret)           |
| Saint-Quentin            | Saint-Quentin-les-Anges   | 21 novembre 1937 (Décret)       |
| La Poôté                 | Saint-Pierre-des-Nids     | 2 mars 1929 (Décret)            |
| Melleray                 | Melleray-la-Vallée        | 23 août 1920 (Décret)           |
| Niort                    | Niort-la-Fontaine         | 24 février 1920 (Décret)        |
| Beaulieu                 | Beaulieu-sur-Oudon        | 18 novembre 1919 (Décret)       |
| Ambrières                | Ambrières-le-Grand        | 5 août 1919 (Décret)            |
| Argenton                 | Argenton-Notre-Dame       | 5 août 1919 (Décret)            |
| Le Bignon                | Le Bignon-du-Maine        | 5 août 1919 (Décret)            |
| Brétignolles             | Brétignolles-le-Moulin    | 5 août 1919 (Décret)            |
| Châlons                  | Châlons-du-Maine          | 5 août 1919 (Décret)            |
| Châtres                  | Châtres-la-Forêt          | 5 août 1919 (Décret)            |
| Chevaigné                | Chevaigné-du-Maine        | 5 août 1919 (Décret)            |
| Colombiers               | Colombiers-du-Plessis     | 5 août 1919 (Décret)            |
| Couesmes                 | Couesmes-en-Froulay       | 5 août 1919 (Décret)            |
| Gennes                   | Gennes-sur-Glaize         | 5 août 1919 (Décret)            |
| Maisoncelles             | Maisoncelles-du-Maine     | 5 août 1919 (Décret)            |
| Orgères                  | Orgères-la-Roche          | 5 août 1919 (Décret)            |
| Parigné                  | Parigné-sur-Braye         | 5 août 1919 (Décret)            |
| Parné                    | Parné-sur-Roc             | 5 août 1919 (Décret)            |
| Saint-Ellier             | Saint-Ellier-du-Maine     | 5 août 1919 (Décret)            |
| Loigné                   | Loigné-sur-Mayenne        | 11 décembre 1918 (Décret)       |
| Saint-Hilaire-des-Landes | Saint-Hilaire-du-Maine    | 24 juillet 1917 (Décret)        |
| Torcé                    | Torcé-en-Charnie          | 23 janvier 1903 (Décret)        |
| Fougerolles              | Fougerolles-du-Plessis    | 11 septembre 1897 (Décret)      |
| Montigné                 | Montigné-le-Brillant      | 12 juillet 1896 (Décret)        |
| Bonchamp                 | Bonchamp-lès-Laval        | 20 novembre 1894 (Décret)       |
| Bouchamps                | Bouchamps-lès-Craon       | 20 novembre 1894 (Décret)       |
| Saint-Pierre-de-la-Cour  | Saint-Pierre-sur-Orthe    | 14 décembre 1863 (Décret)       |
| Saint-Ouen-des-Oies      | Saint-Ouën-des-Vallons    | 14 avril 1847 (Ordonnance)      |

## Communes associées
Liste des communes ayant, ou ayant eu (en italique), à la suite d'une fusion, le statut de commune associée.
| Nom de la commune        | Code INSEE | Fusion-association                      | Fusion-association | Fusion-association    | Fusion-association                       | D - Défusion ou F - transformation de l'association en fusion simple | D - Défusion ou F - transformation de l'association en fusion simple | D - Défusion ou F - transformation de l'association en fusion simple |
| Nom de la commune        | Code INSEE | date de la décision                     | date d'effet       | commune absorbante    | nom de la commune résultant de la fusion | D/F                                                                  | date de la décision                                                  | date d'effet                                                         |
| ------------------------ | ---------- | --------------------------------------- | ------------------ | --------------------- | ---------------------------------------- | -------------------------------------------------------------------- | -------------------------------------------------------------------- | -------------------------------------------------------------------- |
| Cigné                    | 53070      | Arrêté préfectoral du 1er février 1972  | 1er janvier 1972   | Ambrières-le-Grand    | Ambrières-les-Vallées                    | F                                                                    | Arrêté préfectoral du 6 octobre 2014                                 | 15 octobre 2014                                                      |
| La Haie-Traversaine      | 53111      | Arrêté préfectoral du 1er février 1972  | 1er janvier 1972   | Ambrières-le-Grand    | Ambrières-les-Vallées                    | D                                                                    | Arrêté préfectoral du 7 novembre 1986                                | 1er janvier 1987                                                     |
| Bazouges                 | 53024      | Arrêté préfectoral du 11 août 1989      | 1er janvier 1990   | Château-Gontier       | Château-Gontier                          | F                                                                    | Arrêté préfectoral du 26 avril 2006                                  | 1er mai 2006                                                         |
| Vaucé                    | 53268      | Arrêté préfectoral du 10 octobre 1972   | 1er janvier 1973   | Couesmes-en-Froulay   | Couesmes-Vaucé                           | F                                                                    | Arrêté préfectoral du 27 novembre 2013                               | 1er janvier 2014                                                     |
| Saint-Isle               | 53227      | Arrêté préfectoral du 1er février 1972  | 1er janvier 1972   | Le Genest             | Le Genest-Saint-Isle                     |                                                                      |                                                                      |                                                                      |
| Brétignolles-le-Moulin   | 53044      | Arrêté préfectoral du 10 juillet 1972   | 1er septembre 1972 | Le Housseau           | Le Housseau-Brétignolles                 |                                                                      |                                                                      |                                                                      |
| Les Chapelles            | 53060      | Arrêté préfectoral du 14 décembre 1972  | 1er janvier 1973   | Javron                | Javron-les-Chapelles                     | F                                                                    | Arrêté préfectoral du 30 juin 2020                                   | 30 juin 2020                                                         |
| La Baroche-Gondouin      | 53020      | Arrêté préfectoral du 14 décembre 1972  | 1er janvier 1973   | Lassay                | Lassay-les-Châteaux                      | F                                                                    | Arrêté préfectoral du 30 juin 2014                                   | 1er juillet 2014                                                     |
| Melleray-la-Vallée       | 53149      | Arrêté préfectoral du 14 décembre 1972  | 1er janvier 1973   | Lassay                | Lassay-les-Châteaux                      | F                                                                    | Arrêté préfectoral du 30 juin 2014                                   | 1er juillet 2014                                                     |
| Niort-la-Fontaine        | 53166      | Arrêté préfectoral du 11 septembre 1974 | 1er octobre 1974   | Lassay-les-Châteaux   | Lassay-les-Châteaux                      | F                                                                    | Arrêté préfectoral du 30 juin 2014                                   | 1er juillet 2014                                                     |
| Orgères-la-Roche         | 53171      | Arrêté préfectoral du 29 décembre 1971  | 1er janvier 1972   | Lignières-la-Doucelle | Lignières-Orgères                        | F                                                                    | Arrêté préfectoral du 29 juillet 1987                                | 1er août 1987                                                        |
| Poulay                   | 53183      | Arrêté préfectoral du 14 janvier 1972   | 1er janvier 1972   | Montreuil             | Montreuil-Poulay                         | F                                                                    | Arrêté préfectoral du 28 juin 2007                                   | 1er juillet 2007                                                     |
| Saint-Ellier-du-Maine    | 53213      | Arrêté préfectoral du 22 juin 1972      | 1er juillet 1972   | Pontmain              | Pontmain                                 | D                                                                    | Arrêté préfectoral du 21 décembre 1982                               | 1er janvier 1983                                                     |
| Saint-Mars-sur-la-Futaie | 53238      | Arrêté préfectoral du 22 juin 1972      | 1er juillet 1972   | Pontmain              | Pontmain                                 | D                                                                    | Arrêté préfectoral du 21 décembre 1982                               | 1er janvier 1983                                                     |
| Saint-Gault              | 53217      | Arrêté préfectoral du 29 novembre 1972  | 1er janvier 1973   | Quelaines             | Quelaines-Saint-Gault                    | F                                                                    | Arrêté préfectoral du 10 novembre 1988                               | 1er décembre 1988                                                    |
| Nuillé-sur-Ouette        | 53167      | Arrêté préfectoral du 10 juillet 1972   | 1er janvier 1973   | Soulgé-le-Bruant      | Soulgé-sur-Ouette                        | F                                                                    | Arrêté préfectoral du 4 juillet 1980                                 | 1er juillet 1980                                                     |